# Zmodyfikowana wewnętrzna stopa zwrotu
Zmodyfikowana wewnętrzna stopa zwrotu (ang. modified internal rate of return – MIRR) – jedna z odmian metody IRR (ang. internal rate of return) wykorzystywana w ocenie efektywności inwestycji. Podstawowym założeniem tej odmiany metody IRR odróżniającym ją od klasycznej metody IRR jest poziom stopy reinwestycji przyjmowanej do reinwestowania (ponownego inwestowania) wypracowanych przez inwestycję nadwyżek finansowych – dodatnich przepływów pieniężnych netto.
W klasycznej metodzie IRR zakłada się, że stopa reinwestycji (krei) jest ustalana na poziomie IRR, czyli w ujęciu finansowym stopy zwrotu z inwestycji. Zakłada się więc reinwestycję wypracowanych nadwyżek finansowych w nowe aktywa zapewniające rentowność na poziomie rentowności pierwotnej ocenianej właśnie inwestycji. W przypadku metody MIRR stopa reinwestycji jest niezależna od wewnętrznej stopy zwrotu generowanej w oparciu o przepływy pieniężne i uzyskiwanej w okresie ocenianej inwestycji. Stopa reinwestycji w przypadku metody MIRR ma więc charakter zewnętrzny w stosunku do ocenianej inwestycji i jej poziom zależy od rynkowych (zewnętrznych) warunków inwestowania.
{\displaystyle MIRR={\sqrt[{n}]{\frac {\sum _{t=m+1}^{n}NCF_{t}^{+}(1+k_{rei})^{n-t}}{\sum _{t=0}^{m}{\frac {|NCF_{t}^{-}|}{(1+k)^{t}}}}}}-1}
gdzie:
- {\displaystyle MIRR} – zmodyfikowana wewnętrzna stopa zwrotu
- {\displaystyle NCF_{t}^{-}} – ujemny przepływ pieniężny netto (ang. net capital flow) w okresie t
- {\displaystyle NCF_{t}^{+}} – dodatni przepływ pieniężny netto (ang. net capital flow) w okresie t, który jest reinwestowany
- {\displaystyle k} – stopa dyskonta ekonomicznie odzwierciedlająca koszt kapitału zaangażowanego w inwestycję
- {\displaystyle k_{rei}} – stopa reinwestycji dodatnich przepływów pieniężnych netto różna od IRR
- {\displaystyle t=0} do {\displaystyle m} – okres życia inwestycji, w którym inwestycja generuje ujemne przepływy pieniężne netto
- {\displaystyle t=m+1} do {\displaystyle n} – okres życia inwestycji, w którym inwestycja generuje dodatnie przepływy pieniężne netto

## Interpretacja
Wartość MIRR jest interpretowana tak samo jak IRR, czyli informuje o uzyskiwanej stopie zwrotu z inwestycji (zaangażowanego w inwestycję kapitału) uwzględniającą również zewnętrzną stopę zwrotu z reinwestycji dodatnich przepływów pieniężnych netto generowanych przez inwestycję. W takim ujęciu MIRR daje jednoznaczne przesłanki dotyczące decyzji inwestycyjnych.

## Kryterium decyzyjne
- MIRR > CC (ang. cost of capital, koszt kapitału) – inwestycja jest opłacalna
- MIRR = CC – inwestycja jest neutralna
- MIRR < CC – inwestycja jest nieopłacalna

## Zależności i relacje
Istnieje zbieżna, lecz nieliniowa zależność pomiędzy wysokością przyjętej stopy reinwestycji a uzyskiwaną zmodyfikowaną stopą zwrotu z inwestycji: wraz ze wzrostem przyjętej stopy reinwestycji zmodyfikowana wewnętrzna stopa zwrotu rośnie (dla typowych przepływów pieniężnych), co ma wpływ na ocenę opłacalności inwestycji i ewentualną decyzję, co do jej realizacji.
Relacja pomiędzy poziomem opłacalności mierzonym metodą MIRR a IRR zależy od wzajemnej relacji pomiędzy IRR (wewnętrzną stopą zwrotu z inwestycji, która zależy bezpośrednio od wartości i rozłożenia w czasie przepływów pieniężnych netto oraz długości okresu życia inwestycji) – a stopą reinwestycji krei. Bowiem, gdy:
- IRR = stopie reinwestycji (krei), wówczas MIRR = IRR.
- IRR > stopy reinwestycji (krei), wówczas MIRR < IRR.
- IRR < stopy reinwestycji (krei), wówczas MIRR > IRR.

## Zalety
- Uniezależnia stopę reinwestycji dodatnich przepływów pieniężnych netto od wewnętrznej stopy zwrotu z inwestycji, czyli od zdolności inwestycji do generowania w okresie życia inwestycji określonych przepływów pieniężnych netto,
- wiąże wewnętrzną stopę zwrotu z inwestycji również z zewnętrznymi w stosunku do inwestycji, rynkowymi możliwościami inwestycyjnymi (urealnia więc IRR),
- uwzględnia całość przepływów pieniężnych związanych z inwestycją,
- mierzy opłacalność względnym (procentowym) miernikiem, lepiej rozumianym i interpretowanym przez decydentów.

## Wady
- Trudności z wyborem stopy reinwestycji odzwierciedlającej możliwości rynkowe ponownego inwestowania (reinwestowania) generowanych przez inwestycję dodatnich przepływów pieniężnych netto,
- nie uwzględnia tkwiącej w inwestycji elastyczności,
- nie uwzględnia ryzyka specyficznego i systematycznego związanego z inwestycją.